# Godfred Yeboah Dame
 Godfred Yeboah Dame est né le 5 juin 1979, est un avocat et homme politique ghanéen.
Il est membre du Nouveau Parti Patriotique. Il était auparavant procureur général adjoint et ministre de la Justice.

## Biographie

### Enfance et formation
Dame nait le 5 juin 1979 et est originaire de la région de Bono,. Il a fait ses études secondaires au Collège Adisadel de Cape Coast, dans la région centrale, de 1989 à 1996,. Il a fréquenté l' Université du Ghana où il a obtenu une licence en droit (LLB) en 2001. Il a rejoint la faculté de droit du Ghana où il a obtenu son certificat professionnel pour exercer le droit et a été admis au barreau du Ghana en 2003. Il a travaillé comme avocat privé avant de se lancer en politique,.

### Carrière politique
Dame est membre du Nouveau Parti Patriotique. En mars 2017, il est nommé par le président Akufo-Addo au poste de procureur général adjoint et de vice-ministre de la Justice,. Le 21 janvier 2021, après que son parti a conservé le pouvoir lors des élections de décembre 2020, il a été élevé au poste de procureur général et ministre de la Justice,, en remplacement de Gloria Akuffo,.

### Vie personnelle
Dame est de religion chrétienne.
Il est marié au Dr Joycelyn Akosua Assimeng Dame, spécialiste des maladies infectieuses pédiatriques. Ils ont deux enfants,,,,,.